# Apteronotus albifrons

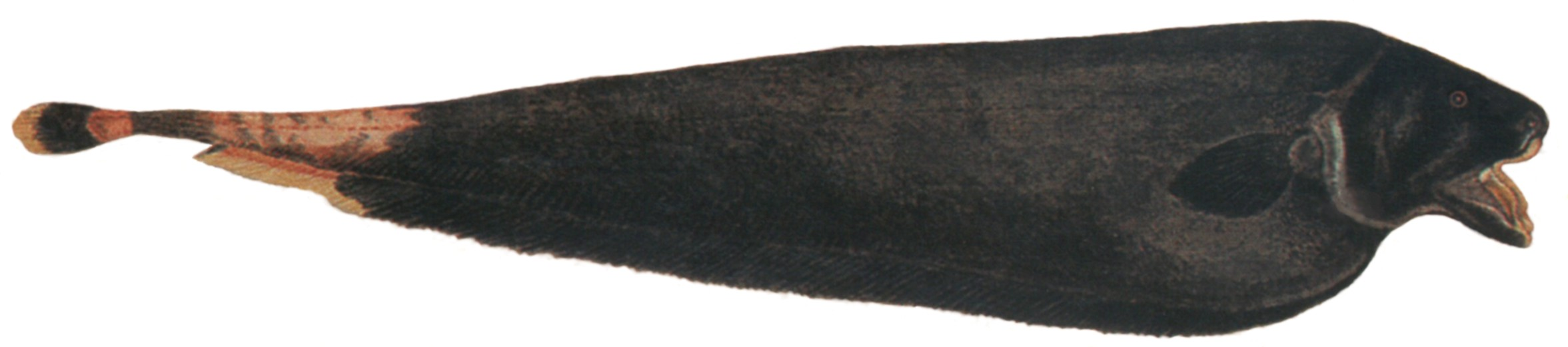
(c. 1830)

Apteronotus albifrons és una espècie de peix pertanyent a la família dels apteronòtids.

## Descripció
- Pot arribar a fer 50 cm de llargària màxima.
- Cos allargat i comprimit lateralment.
- És del tot negre, llevat de dos anells blancs a la cua i una taca blanca al nas, la qual, de vegades, es pot estendre com una franja per l'esquena.
- Aleta anal llarga que comença a la base de les aletes pectorals.
- Peduncle caudal llarg.
- Aleta caudal arrodonida i molt petita.
- Aleta dorsal filamentosa.
- Absència d'escates, per la qual cosa és vulnerable a infeccions parasitàries (com ara, Ichthyophthirius multifiliis).[3]
- Posseeix electroreceptors i un òrgan capaç de produir descàrregues elèctriques, els quals es distribueixen des del cap fins a la cua.[4]

## Alimentació
Menja larves d'insectes.

## Hàbitat
És un peix d'aigua dolça, bentopelàgic i de clima tropical (23 °C-28 °C), el qual viu als rierols de corrent ràpid i fons de sorra.

## Distribució geogràfica
Es troba a Sud-amèrica: des de Veneçuela fins al Paraguai, incloent-hi el riu Paranà i la conca del riu Amazones al Perú.

## Observacions
És inofensiu per als humans, d'hàbits nocturns, una espècie popular en aquariofília i els amerindis sud-americans creuen que els esperits dels difunts s'hi reencarnen.